# Inez (Kentucky)
Inez is een city in het oosten van de Amerikaanse staat Kentucky, aan de grens met West Virginia. De plaats is het bestuurscentrum van Martin County.

## Geschiedenis
Inez is een kleine nederzetting in oostelijk Kentucky. Sinds de 19e eeuw is mijnbouw (steenkool) de belangrijkste economische activiteit, hoewel een federale gevangenis de laatste decennia ook voor de nodige werkgelegenheid zorgt.
Inez kreeg landelijke bekendheid tijdens de campagne voor de Amerikaanse presidentsverkiezingen van 1964. Zittend president Lyndon B. Johnson kondigde bij het huis van een werkloze houtvester een Oorlog tegen Armoede af. Dit leidde enerzijds tot veel waardering van de — overwegend conservatieve — inwoners van de Appalachen voor Johnson, maar zorgde er ook voor dat Inez landelijk het imago van een arme en achtergebleven nederzetting kreeg.

## Demografie
Bij de volkstelling in 2000 werd het aantal inwoners vastgesteld op 466.
In 2006 is het aantal inwoners door het United States Census Bureau geschat op 453, een daling van 13 (-2,8%).

## Geografie
Volgens het United States Census Bureau beslaat de plaats een oppervlakte van
1,7 km², geheel bestaande uit land. Inez ligt centraal in de Appalachen, op ongeveer 194 meter boven zeeniveau.

## Plaatsen in de nabije omgeving
De onderstaande figuur toont nabijgelegen plaatsen in een straal van 28 km rond Inez.